# 卡贊勒克
卡贊勒克是保加利亞舊扎戈拉州卡贊勒克市鎮的城鎮及行政中心，2007年人口79,464。作為國內第10大工業中心，卡贊勒克是保加利亞重要的玫瑰油提煉中心。
卡贊勒克平均海拔350公尺，屬於溫帶氣候，一月和七月的平均溫度分別為約攝氏0度至攝氏1.5度和攝氏21度。

## 友好城市
- 匈牙利瑙吉考尼饒（1970）
- 俄羅斯陶里亞蒂（1994）
- 日本福山市（1995）
- 希腊韋里亞（2001）
- 法國格拉斯（2004）
- 羅馬尼亞特爾戈維什泰（2004）
- 埃及亞歷山大港（2006）
- 埃及樂蜀（2006）
- 北馬其頓科查尼（2007）
- 法國聖埃爾布蘭（2008）
- 中國济南市（2013）

## 外部連結
- 卡贊勒克市鎮官方網站 （页面存档备份，存于） （保加利亚文）
- 城市資料 （保加利亚文）

42°37′N 25°24′E / 42.617°N 25.400°E